# Kancijan iz Gorice
Kncijan iz Gorice oz. (Cancianus de Goritia), Novograjski škof, * Gorica?, † 2. april 1331, Čedad.
Bil je prvi Goričan, ki je v srednjem veku postal škof. Njegova pot se je začela v Gorici, kjer je deloval kot vikar, kasneje pa je postal tudi župnik v župniji Miren. 
Leta 1313 ga je oglejski patriarh Otobon na pobudo Henrika II. Goriškega imenoval za škofa v majhni škofiji Novigrad. Posvetil ga je poreški škof Graciadej. Kot škof te majhne, revne in nemirne škofije je opravljal delo patriarhovega generalnega vikarja in pontificalibusa predvsem na sedežu patriarhata v Čedadu. To službo je opravljal tudi po imenovanju novega patriarha Pagana Turna vse do svoje smrti leta 1331 v Čedadu.